# 布朗克斯河
布朗克斯河（Bronx River）是美国东北部的一条河流，长约24英里（39），流经纽约州，流域面积38.4平方英里（99平方）。其名来自早期殖民者乔纳斯·布朗克。
它的源头在纽约市北部西彻斯特郡，本是天然河流，1885年肯西科大坝（Kensico Dam）建成后肯西科水库变成了其源头。它流经多个郡后，在布朗克斯汇入东河。19和20世纪它备受工业废水的污染，21世纪在布朗克斯河联盟（Bronx River Alliance）等环保组织的努力下开始逐渐得到改善。